# Wietzow

Gut und Ort Wietzow im Tollensetal 1880

Wietzow ist ein Ortsteil der Gemeinde Daberkow im Landkreis Vorpommern-Greifswald in Mecklenburg-Vorpommern. Der Ort befindet sich etwa 2 Kilometer südwestlich von Daberkow am nordöstlichen Rand des Tollensetals.

Das Griffzungenschwert der älteren Bronzezeit – Baggerfund von 1927 bei Wietzow – in Zeichnung rechts

## Geschichte
Wietzow war bereits frühzeitig besiedelt. Bei Baggerarbeiten wurde 1927 während der Begradigung der Tollense ein Griffzungenschwert der älteren Bronzezeit (1800 bis 1100 v. Chr.) freigelegt. Es ist 60,8 cm lang, die Klinge ist 55 cm lang und 3,6 cm breit.
Die erste urkundliche Erwähnung des Wietzows, mitunter auch als Vietzow oder Witzow bezeichnet, stammt aus dem Jahr 1428. Es ging darin um Geld, das Heinrich von Moltzahn dem pommerschen Herzog lieh. 1496 und 1498 wurde Vietzow in Lehnsbriefen Bogislaw X. erwähnt, der die hier ansässigen „Perselyne“, die Brüder Henning, Claus und Henneke Perselin belehnte. Henning von Perselin verpfändete Wietzow 1537 an Venz von Blücher aus dem Hause Daberkow. Georg Perselin verkaufte 1539 seinen Anteil am Ort ebenfalls an Venz von Blücher. Ewald von Blücher wurde 1547 vom Herzog Philipp I. die Anwartschaft auf Wietzow erteilt. 1602 bestätigte Herzog Philipp Julius den Brüdern Christoph, Hans, Valentin und Joachim Perselin ihre Lehnsbriefe.
Wann die Familie Perselin im 17. Jahrhundert ausstarb und das Lehen an die Familie von Blücher überging, ist nicht nachgewiesen. Wietzow war in der folgenden Zeit ein Nebengut von Daberkow. 1714 wurden Daberkow, Wietzow sowie weitere Güter und Grundstücke aus Blücherschem Besitz für 27.000 Reichstaler an die Familie von Linden verpfändet und 1738 schließlich ganz überlassen.
1739 wurde Wietzow allodifiziert. Durch Erbschaft gelangte Wietzow 1785 als Teil des Majorats Tützpatz an Georg Christian Friedrich von Heyden, der das Geschlecht Heyden-Linden begründete. Nach der Aufhebung des Majorats 1838 wurde Wietzow an Ludwig von Netzow (1902–1854) auf Kagenow verkauft. Durch Heirat mit dessen Tochter Maria von Netzow (1844–1911) gelangte Adolf Graf von Blücher (1840–1893) aus dem Hause Fincken in den Besitz des Rittergutes.
Sein Neffe Lebrecht Graf von Blücher erbte das Gut 1899 und verkaufte es 1911 an den Marineoffizier Richard Wolff (1882–1938). Wolff betrieb in Wietzow ein Warmblutgestüt und züchtete Hannoveraner. Wegen einer Bürgschaft in finanzielle Schwierigkeiten gekommen, verkaufte Richard Wolff Wietzow 1929 an Joseph von Schoeler (1868–1945). Von ihm erwarb 1935 Wolf-Eginhard von Kruse (1887–1970) das Gut für 650.000 Reichsmark.
Kruse, größter Grundbesitzer im Landkreis Anklam, wurde 1945 bei der Bodenreform enteignet. Das zunächst an Neubauern verteilte Land wurde 1950 in das Volkseigene Gut Neu Plötz eingebracht. Nach der Wiedervereinigung wurde das VEG abgewickelt. Das Gutshaus wurde 1994 an Raik Mulsow verkauft. Das gesamte Haus und der ca. 14 ha große Landschaftspark einschließlich seiner Wasserflächen wurde aufwendig restauriert.

## Sehenswürdigkeiten
- Gutshaus Wietzow mit englischem Landschaftspark
- Tollenseniederung